# Shirin Abdullaeva
Shirin Bahodirovna Abdullaeva (in uzbeco Shirin Abdullayeva; Namangan, 14 dicembre 2005 – Tashkent, 15 febbraio 2025) è stata una cantante e attrice uzbeka, nota per il suo talento artistico e il suo contributo al dialogo culturale internazionale.

## Biografia
Fin da bambina, Shirin ha mostrato un grande interesse per la musica e lo spettacolo. Ha iniziato a cantare all'età di tre anni e ha partecipato al gruppo musicale per bambini Tantana.
Nel 2023, è stata ammessa alla Facoltà di Scienze Sociali dell’Università Tsinghua a Pechino, Cina, dove si è distinta come ambasciatrice culturale dell’Uzbekistan. Ha partecipato a festival musicali nazionali e internazionali, ricevendo premi in Spagna e Russia.
Shirin è deceduta il 15 febbraio 2025 a Tashkent all’età di 19 anni, a causa di una encefalite.

## Discografia
- Luli (2020)
- Metro (2021)
- Bezori (2024)

### Filmografia
- Qismat bitigi – serie televisiva uzbeka (2022), ruolo da protagonista
- Merosxo‘r – film uzbeko-cinese (2023), ruolo secondario
- Mister Nokaut – film russo diretto da Artyom Mikhalkov (2024), nel ruolo di Asmira

## Riconoscimenti
- Premio di Stato Zulfiya (2023) – conferito dal Presidente dell’Uzbekistan per meriti artistici[5]
- Gran Premio del Festival Sea Sun (Spagna, 2022)
- Gran Premio del Festival Internazionale di Sochi (Russia, 2021)[6]
- Miglior artista emergente – Festival Internazionale di Musica di Tashkent (2023)
- Miglior singolo – Uzbek Music Awards (2024), per Bezori
- Medaglia al merito artistico – Ministero della Cultura dell’Uzbekistan (2024)
- Premio della Gioventù dell’Uzbekistan (2022)

## Eredità
Nel 2025, è stata creata la Borsa di Studio Shirin Abdullaeva presso l’Università Tsinghua, grazie all’iniziativa del padre Bahodir Abdullaev e della sorella Tojimirzaeva Gukbakhor, in collaborazione con la Fondazione Educativa dell’università. La borsa è destinata a studenti con difficoltà economiche e meriti accademici, per favorire lo scambio culturale e l’impegno sociale.